# Regiunea Tandjilé
Regiunea Tandjilé  este una dintre cele 22 unități administrativ-teritoriale de gradul I ale statului Ciad. Reședința sa este orașul Laï. Are o populație de 458,240 locuitori/

## Subdiviziuni
Regiunea Tandjilé este împărțită în 2 departamente:
| Department     | Capitală | Sub-prefecturi                            |
| -------------- | -------- | ----------------------------------------- |
| Tandjilé Est   | Laï      | Laï, Deressia, Dono Manga, Guidari, N'Dam |
| Tandjilé Ouest | Kélo     | Kélo, Béré, Dafra, Delbian                |